# GpsDrive
GpsDrive ist eine freie Navigationssoftware für GNU/Linux und diverse BSD-Derivate (offiziell wird nur FreeBSD unterstützt). Sie nutzt das Global Positioning System (GPS), um die Position festzustellen. GpsDrive unterliegt der GPL. Das Programm wurde ursprünglich von Fritz Ganter, einem Softwareentwickler und Elektroniker entwickelt, die Weiterentwicklung wurde an Jörg Ostertag abgegeben.
Inzwischen ist die Software obsolet und die Entwicklung verwaist (Stand 2023). Sie findet sich nur mehr auf älteren Linux-Distributionen.

## Funktionen
GpsDrive arbeitet mit GPS-Empfängern zusammen, die entweder den NMEA-Standard zur Datenübertragung oder den des Herstellers Garmin verwenden. Dabei kann das GPS-Gerät mit dem PC (meist ein Notebook) über eine serielle Schnittstelle, per USB oder Bluetooth verbunden sein.
Die benötigten Karten können in verschiedenen Maßstäben über eine integrierte Downloadfunktion (kostenfrei) vor Antritt oder während der Fahrt bezogen werden. Man kann auch eingescannte Karten über einen Assistenten importieren. Das Kartenmaterial stammt von OpenStreetMap beziehungsweise Expedia. Beim Navigieren kann GpsDrive automatisch die beste (bzw. die mit dem geringsten Maßstab) Karte auswählen und anzeigen. Eine einfache Zoomfunktion für die Karten ist auch integriert.
Wegpunkte können entweder in einer Textdatei oder SQL-Datenbank gespeichert, ausgelesen und mit benutzerdefinierten Symbolen belegt werden.
Mit Hilfe des ebenfalls freien Programms festival unterstützt die Software auch Sprachausgabe, was besonders für das Navigieren im Auto nützlich sein kann.
Über einen Daemon (friendsd) und einer Verbindung zu anderen Computern können andere Personen die eigene Position in Echtzeit sehen und umgekehrt.
GpsDrive kann auch mit Kismet, einem WLAN-Sniffer, zusammenarbeiten, um die Access-Points, die man beim Wardriving findet, auf der Karte anzuzeigen und zu speichern.
GpsDrive unterstützt keine Fahrzeugnavigation im herkömmlichen Sinne: Das Programm besitzt keinen Routenplaner. Es zeigt lediglich die vom GPS ermittelte Position auf einer Karte an, die es – anders als übliche Navigationshilfen – nicht „versteht“. Es werden keinerlei Abbiegehinweise erteilt; auch kann das System weder Alternativrouten berechnen noch präzise die voraussichtliche Fahrzeit prognostizieren.